# Stillwater River (Flathead River)
Der Stillwater River ist ein ca. 120 km langer rechter Nebenfluss des Flathead River im US-Bundesstaat Montana.

## Flusslauf
Der Stillwater River entspringt auf einer Höhe von etwa 1900 m in der Whitefish Range, einem Gebirgszug der Rocky Mountains. Er fließt in überwiegend südsüdöstlicher Richtung. Am Flusslauf liegen die Seen Upper Stillwater Lake und Lower Stillwater Lake. Der Stillwater River erreicht schließlich die Stadt Kalispell. 9 km oberhalb der Mündung trifft der Whitefish River von links auf den Stillwater River. Dieser mündet schließlich 5 km südöstlich von Kalispell in den Flathead River, 10 km vom Nordufer des Flathead Lake entfernt. Der U.S. Highway 93 verläuft zwischen Stryker und Whitefish knapp 40 km entlang dem Flusslauf.

## Hydrologie
Der Stillwater River entwässert ein Areal von etwa 2010 km². Der mittlere Abfluss 13 km oberhalb der Mündung beträgt 10,7 m³/s. Die höchsten monatlichen Abflüsse treten gewöhnlich während der Schneeschmelze im Mai auf.